# 辽州 (辽宁)
辽州，中国辽朝时设置的州。
始平军，节度州。唐太宗征讨高句丽，李世拨辽城；诏程元振、苏定方讨高句丽，至新城，大破之；皆此地也。耶律阿保机伐渤海国，力战二十余载乃得之，为东平军。契丹神册六年（921年），徙檀、顺民于东平、沈州。天赞三年（924年）五月，徙蓟州民实辽州地。天赞五年（926年），灭渤海国，故东平府都督伊、蒙、陀、黑、北五州，皆废。紫蒙县后徙辽城。辽太宗更为始平军，隶长宁宫，兵事属北女直兵马司。治辽滨县（今辽宁省新民市东北辽滨塔村），下辖祺州、辽滨县、安定县，属东京道。辖境约今辽宁省新民市东部至法库县南部一带。金朝皇统三年（1143年）废州为辽滨县，属于沈州。